# Maxx Figueiredo
Maxx Figueiredo (, 1970s) é um quadrinista brasileiro. Criou as personagens Betty Grupy e Engrenas e publicou quadrinhos em revistas como Heavy Metal, Front, Caros Amigos, Exame, entre outras. Em 2007, Maxx sofreu um acidente de moto, perdendo parte da perna direita e a capacidade de desenhar da mão direita. Ganhou duas vezes o primeiro lugar no Salão Internacional de Humor de Piracicaba: em 1999 na categoria "charge" e em 2001 na "HQ". Ganhou o Troéu HQ Mix de 2016 na categoria "Grande contribuição" por seu trabalho beneficente Super-Heróis da Alegria.